# Réserve écologique de Pointe-Platon
La réserve écologique de Pointe-Platon est située près du village de Sainte-Croix. Ce territoire protège une partie représentative de l'estuaire fluvial du Saint-Laurent.